# Prix Tropiques
Le prix Tropiques a été créé en 1991 à l'occasion du 50e anniversaire de l'Agence française de développement, afin de récompenser des écrivains qui apportent leur éclairage sur des questions relatives à la coopération internationale et au développement et leur impact sur les populations qui en sont bénéficiaires.
Il est attribué à des auteurs de tous horizons pour des romans, des récits ou des essais rédigés en langue française. Il a été rebaptisé prix littéraire de l'AFD en 2011.

## Liste des lauréats
- 2013 : Nahal Tajadod pour Elle joue
- 2012 : Mia Couto pour L'Accordeur de silences

- 2011 : François Emmanuel pour Jours de tremblement

- 2010 : Raphaël Confiant pour L'Hôtel du Bon Plaisir

- 2009 : Kossi Efoui pour Solo d'un revenant

- 2008 : Charif Majdalani pour Caravansérail

- 2007 : Maryse Condé pour Victoire, les saveurs et les mots

- 2006 : Yasmina Khadra pour L'Attentat

- 2005 : Daniel Maximin pour Tu, c'est l'enfance

- 2004 : Salim Bachi pour La Kahéna

- 2003 : Non attribué

- 2002 : Marc Durin-Valois pour Chamelle

- 2001 : Ryszard Kapuściński pour  Ébène. Aventures africaines

- 2000 : Tierno Monénembo pour L'Aîné des orphelins

- 1999 : Boualem Sansal  pour Le Serment des barbares

- 1998 : Ahmadou Kourouma pour En attendant le vote des bêtes sauvages

- 1997 : Boubacar Boris Diop pour Le cavalier et son ombre

- 1996 : Hervé Rakoto-Ramiarantsoa (d)  pour Chair de la terre, œil de l'eau : Paysanneries et recompositions de campagnes en Imerina, Madagascar
- 1996 : Annie Cohen pour Le Marabout de Blida

- 1995 : Philippe Tersiguel pour Le Pari du tracteur : la modernisation de l'agriculture cotonnière au Burkina Faso

- 1995 : Abdelkader Djemaï  pour Un été de cendres

- 1994 : Calixthe Beyala  pour Assèze l'Africaine

- 1993 : Vongprachanh Souvannavong pour La Jeune Captive du Pathet Lao

- 1992 : Éric de Rosny pour L'Afrique des guérisons

- 1991 : Amadou Hampâté Bâ pour Amkoullel, l'enfant peul